# بول جوزيف كيلي، الابن
بول جوزيف كيلي، الابن (بالإنجليزية: Paul Joseph Kelly, Jr.)‏ (و. 1940 – م) هو قاضي، وسياسي من الولايات المتحدة الأمريكية.

## التعليم
تعلم في نوتردام.